# 双葉たかし
双葉 たかし（ふたば たかし、1961年 - 2025年1月16日）は、日本の漫画家。
1986年5月、『フレッシュジャンプ』誌上で「ヒミコ・シンドローム」にてデビュー。1987年より、同誌上でテニス漫画「ぶるどっぐ」を連載（原作は滝直毅）。Gペンのタッチの強弱・柔硬に高い評価があり、迫力溢れるスポーツシーンから、可憐な女性キャラクターまでを幅広く描き分けた。
学習漫画においては山口育孝名義を用い、主に学研の「まんがでよくわかるシリーズ」を中心に執筆した。
2025年1月16日、心筋梗塞のため死去。64歳没。同年1月19日に師匠である漫画家の金井たつお他、同業者らがXに追悼の言葉を投稿した。

## 作品リスト

### 連載作品
- ぶるどっぐ（原作：滝直毅、フレッシュジャンプ1987年11月号 - 1988年4月号）全2巻
  - ヒミコ・シンドローム（フレッシュジャンプ1986年5月号 - 1986年8月号）単行本「ぶるどっぐ」第2巻末に併集

1. ISBN 4-420-13177-2
2. ISBN 4-420-13179-9